# Sylvain Ledda
Sylvain Ledda, nació el 1971, es un profesor-investigador, escritor y director francés, especializado en Alfred de Musset y el teatro romántico . Desde 2013, ocupa el cargo de profesor de literatura francesa en la Universidad de Rouen-Normandía.
Ha publicado varios libros sobre el teatro de la década de 1830, así como sobre Musset. En 2010, dirigió la puesta en escena de Un capricho de Musset. Dirigió Un capricho de Musset en 2010.
Fue profesor en la Universidad de Nantes y, posteriormente, profesor en la Universidad de Rouen .
Así mismo, ahora es tesorero de la Asociación de Amigos de Alfred de Vigny.

## Biografía
Después de obtener su licenciatura en literatura moderna en 1996, Sylvain Ledda defendió en 2006 una tesis doctoral en la Universidad de Nantes titulada La representación de la muerte en la escena romántica (1827-1835) . En 2010 obtuvo la autorización para dirigir investigaciones en la Universidad de París-Sorbona, con un enfoque en Musset, la muerte y la fantasía.
Fue profesor en la Universidad de Rouen entre 2007 y 2011, y en la Universidad de Nantes de 2011 a 2013, antes de regresar a la Universidad de Rouen-Normandía como profesor en 2013. Entre 2017 y 2019 dirigió el Departamento de Literatura Moderna y coordinó el área de ‘Artes escénicas y cinematográficas’ del laboratorio CÉRÉdI.
Ha orientado su trabajo académico hacia el estudio del Romanticismo, con especial atención a autores como Alfred de Musset, Gérard de Nerval, Alfred de Vigny ). También ha investigado las representaciones de la muerte en la literatura, las conexiones entre literatura, música y artes visuales, así como los intercambios culturales durante el siglo XIX.

## Puesta en escena
- 2001: El intruso de Maurice Maeterlinck, Teatro del Noroeste
- 2001: Edipo de Corneille, Teatro del Noroeste
- 2005: Los actores de buena fe de Marivaux, Teatro del Noroeste
- 2005: Las ridículas y preciosas mujeres de Molière, Teatro Essaïon
- 2010: Un capricho de Alfred de Musset

## Publicaciones

### Libros
- 2009: Fuegos en las sombras. La representación de la muerte en la escena romántica, París, Champion.
- 2010: Alfred de Musset: Las fantasías de un niño del siglo, coll." Descubrimientos de Gallimard / Literatura " ( n 560 )[2]
- 2012: El Fan y el Dandy. Ensayo sobre Musset y la fantasía, Ginebra, Droz.
- 2012: Musset, o el rapto del proverbio, París, PUF.
- 2013: París romántico. Pinturas de una ciudad desaparecida, París, Ediciones CNRS.
- 2014: Alexandre Dumas, Biografía en folio.
- 2016: Ravel, Biografía en folio.
- 2024: Con el amor de Alfred de Musset no bromeamos o corazones perdidos, París, Campeón.

- 2009: (con Frank Lestringant ) Musset, un clásico romántico nato, Toulouse, Presses universitaires du Mirail.
- 2010: (con Patrick Berthier y Frank Lestringant) Territoires de Musset, actas de la conferencia de Vendôme.
- 2012: Lecturas de Musset, Rennes, Rennes University Press.
- 2013: (con Frank Lestringant y Gisèle Séginger ) Poética de Musset, actas del congreso de Cerisy-la-Salle, Rouen, Editoriales Universitarias de Rouen y Le Havre.

- 2004: " Gauthier, juez del teatro de Musset», Boletín de la Sociedad Théophile Gautier, nº 26.
- 2005: " La mujer era sólo un modelo para él...», Boletín de la Sociedad Théophile Gautier, nº 27.
- 2009: " El poeta caído», en Musset, un clásico nato del romanticismo.
- 2012: " Editar el teatro de Musset. Entrevista con Frank Lestringant», en Lecciones de Musset .
- 2022: " Lo que la sociocrítica le hace al teatro», con Esther Pinon, *Estudios franceses*, vol. 58, no. 3.
- 2024: " ¿No vivimos de entre los muertos?», *El año balzaciano*, n°25.

### Actividad crítica reciente
- 2024: Publicó una reseña académica de la obra Impresionismo – de la fotografía a la pintura del fotógrafo Réhahn en la revista Fabula.[3]

## Distinciones
- 2009: Premio Alfred de Vigny por Fuegos en las sombras .